# FFG
FFG（全名：Fight Factory Gym，又名：FFG武術健身中心），是香港的一間已結業的健身中心，由杜恆霖創辦，曾經設有中環域多利皇后街、銅鑼灣、中環利源東街、旺角及荃灣5間分店。
FFG的銷售手法多次惹起關注，屢次以不良銷售手法游說客人簽下鉅額課程合約，而FFG往往不願承認責任。在2016年4月，FFG被揭發教唆一名輕度智障男子借貸以簽下5份合共逾25.3萬元的課程合約，貸款金額料逾100萬元，受害人報警及向香港消委會投訴，但拳館只願退款7萬元，事件在社會上引發廣泛討論。

## 銷售手法爭議
參考：舒適堡#銷售手法爭議
- 2014年9月20日，有報道指FFG泰拳班以轟炸形式推銷課程，不准飲水逼市民入會。當事人購買四堂泰拳班，甫上堂即被職員瘋狂推銷，遭取去身份證及信用卡後被迫簽約購買整個課程；亦有市民簽約後，職員才填上總收費金額。海關將研究事件是否牴觸《商品說明條例》；法律界人士則指消費者倘能提供證據證明被強迫簽約，將可推翻合約之合法性。[6]

- 2015年9月10日，多份報章亦刊登了FFG教練涉嫌非禮女學員，宣稱是「愛的擁抱」。受害女學員亦有被職員游說向財務公司借貸。[7]

- 2016年4月5日，多份報章報導FFG男職員涉嫌帶一名輕度智障男子到財務公司借貸以簽訂合約，金額達百萬，事後竟稱是該智障男自己去財務公司借錢而與他們無關，引起社會各界關注。[8]

- 2017年1月2日，工聯會召開記者會，指一名女文員在2016年10月被FFG擅自她以信用卡購買兩年會籍。[9]

- 2018年3月至9月，據警方表示，半年內荃灣警區已接獲20宗關於FFG荃灣分店的舉報，當中更有職員涉嫌「以欺騙手段取得財產」被捕[10]。

- 2018年6月, FFG健身中心中環總店被入稟追討兩個月租金共70萬元，以及要求交出舖位。[11]

- 2020年5月, FFG健身中心涉嫌於2018年逼智障男簽約, 父親代事主入稟索償7萬[12][13]。

## 另見
- 杜恆霖

## 外部連結
- FFG的Facebook專頁
- 杜恆霖的Facebook專頁
- 方心惠. . 香港01. 2016年3月28日  [2017年12月28日]. （原始内容存档于2016年4月2日）.